# Guo Si
Guo Si (chinesisch 郭汜, Pinyin Guō Sì; * 146; † 197) war ein General unter Niu Fu und später unter Dong Zhuo zur Zeit der Drei Reiche im alten China.
Nach dem Tod seines Herrn Dong Zhuo besetzte er auf den Rat von Jia Xu die Hauptstadt Chang’an mit den ehemaligen Dong-Zhuo-Generälen Fan Chou und Li Jue. Die drei Generäle besiegten den mächtigen Lü Bu und teilten die Stadt unter sich auf. Guo Si und Li Jue wollten den jungen Kaiser Han Xiandi töten, aber Fan Chou und Zhang Ji hielten sie davon ab. So kontrollierten die vier Generäle den Kaiser, wie es Dong Zhuo zuvor getan hatte. Aber ihre Allianz wurde brüchig, und Li Jue ließ Fan Chou hinrichten, der seinen Jugendfreund Han Sui entkommen gelassen hatte.
Später plante Yang Biao, ein Hofbeamter der Han, Guo Si und Li Jue auseinanderzubringen. Er ließ Guo Sis Frau Qiong glauben, ihr Mann hätte eine Affäre mit Li Jues Gemahlin. Frau Qiong vergiftete heimlich eine Speise für Guo Si und fütterte dann vor seinen Augen einen Hund damit, der erkrankte und bald starb. Guo Si glaubte, dass Li Jue ihn vergiften wollte. Er zog gegen ihn in die Schlacht, die damit endete, dass Li Jue den Kaiser entführte und Guo Si den Hofstaat in seine Gewalt brachte.
Nachdem Guo Si und Li Jue Frieden geschlossen hatten, befreite Yang Feng den Kaiser und besiegte mit den Generälen Dong Cheng und Xu Huang die Armeen der beiden. Den entscheidenden Sieg aber brachte Cao Cao, der die Truppen von Guo Si und Li Jue vernichtete und selbst die Kontrolle über den Kaiser übernahm. Guo Si und Li Jue flohen in die Berge und wurden Banditen.
Guo Si wurde 197 von seinem Offizier Wei Xu erschlagen.
| Personendaten    | Personendaten            |
| ---------------- | ------------------------ |
| NAME             | Guo Si                   |
| KURZBESCHREIBUNG | General der Han-Dynastie |
| GEBURTSDATUM     | 146                      |
| GEBURTSORT       | China                    |
| STERBEDATUM      | 197                      |
| STERBEORT        | China                    |